# راندن شکار

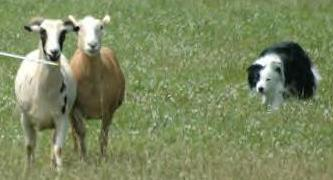
یک سگ بردر کولی. این رفتار نمونه‌ای اصلاح‌شده از راندن شکار است.

راندن شکار یا راندن طعمه (به انگلیسی: Prey drive) (و در سگ‌های اهلی هدایت گله)، تمایل غریزی یک گوشت‌خوار برای یافتن، تعقیب و گرفتن طعمه است. این اصطلاح عمدتاً برای توصیف و تجزیه و تحلیل رفتار در تربیت سگ استفاده می‌شود.